# 松島ベイクルーズ
松島ベイクルーズ株式会社（まつしまベイクルーズ）は、かつて宮城県塩竈市に本社をおき、塩釜港マリンゲート塩釜より松島湾遊覧船を運航していた海運会社。

## 概要
東武鉄道のグループ会社で松島湾観光汽船株式会社の商号であったが、2004年に同じ東武鉄道グループの東武車内販売株式会社に営業権を譲渡。同年中に東武車内販売株式会社は松島ベイクルーズ株式会社に商号を変更した。
2010年10月に東武鉄道が保有する全株式を大江戸温泉物語に譲渡しグループを離脱した。2011年3月11日に発生した東日本大震災で運航休止を余儀なくされたが、同じ航路を運航していた丸文松島汽船が同年のゴールデンウイークに早々と運航再開したのに対し、同社は2012年3月1日付で事業再開の断念を当時の公式サイトで正式に発表し、2012年6月に東北運輸局に事業廃止届を提出した。

## 航路
- 塩釜 - 松島

所要時間約50分、便数は季節により変動、ピーク時は日中30分毎運航。丸文松島汽船と競合。
- 松島 - 大高森

所要時間1時間。かつては季節により定期運航されていたが、晩年は団体申込時のみの運航となっていた。
- 全島遊覧・奥松島・嵯峨渓周遊コース

松島発着の周回航路。冬季運休。所要時間1時間40分。
- かき鍋クルーズ

冬季運航。塩釜 - 松島。所要時間1時間。

## 船舶
- はくつる (初代)[4]

1965年1月竣工、三陸造船鉄工建造
161.68総トン、全長33.00m、型幅6.80m、型深さ2.40m、ディーゼル1基、機関出力260ps、航海速力10.51ノット、旅客定員515名
- ゆうづる[4]

1967年5月竣工、三陸造船鉄工建造、1978年改造、船舶整備公団共有
182.73総トン、全長28.50m、型幅7.00m、型深さ2.40m、ディーゼル1基、機関出力300ps、航海速力9.7ノット、旅客定員平水500名・沿海400名
- みちのく[3]

49.86総トン、旅客定員150名
- まなづる[5]

1972年2月竣工、墨田川造船建造
131.75総トン、全長29.00m、型幅5.50m、型深さ2.40m、ディーゼル2基、機関出力1,080ps、航海速力15ノット、旅客定員平水280名・沿海200名
- 龍鵬[5]

1974年3月竣工、三陸造船鉄工建造、1985年改造
259.25総トン、全長30.52m、型幅6.80m、型深さ2.40m、ディーゼル1基、機関出力350ps、航海速力10.00ノット、旅客定員410名
- 孔雀丸[5]

1982年4月竣工、墨田川造船建造
371.51総トン、全長33.50m、型幅7.20m、型深さ2.61m、ディーゼル1基、機関出力550ps、航海速力10.5ノット、旅客定員460名
- まつしま[6]

1984年4月竣工、墨田川造船建造、運輸施設整備事業団共有
94総トン、登録長25.01m、型幅6.00m、型深さ2.49m
- はくつる (2代)[5]

1987年4月竣工、墨田川造船建造、運輸施設整備事業団共有
205総トン、全長33.20m、型幅7.20m、型深さ2.34m、ディーゼル1基、機関出力550ps、航海速力11.40ノット、旅客定員500名
- やまびこ[6]

1990年4月竣工、墨田川造船建造、運輸施設整備事業団共有
88総トン、登録長25.21m、型幅6.00m、型深さ2.25m
- あおば[5]

1993年4月竣工、墨田川造船建造、運輸施設整備事業団共有
227総トン、全長33.50m、型幅8.00m、型深さ2.35m、ディーゼル1基、機関出力550ps、航海速力11.0ノット、旅客定員450名
事業休止後、丸文松島汽船に売船